# 维克托·弗拉索夫
维克托·弗拉索夫（俄語：Виктор Алексеевич Власов，1951年6月11日—），前苏联射击运动员。弗拉索夫曾参与1980年莫斯科奥运会的射击比赛，并获得50米步枪三姿项目的冠军。
| 50米步枪三姿 | 冠军 · 1173环 · 前世界纪录 |